# مارتن شارب
مارتن شارب (بالإنجليزية: Martin Sharp)‏ هو رسام وكاتب أغاني ورسام توضيحي أسترالي، ولد في 21 يناير 1942 في سيدني في أستراليا، وتوفي في 1 ديسمبر 2013 في Bellevue Hill, New South Wales ‏ في أستراليا بسبب نفاخ رئوي.

## وصلات خارجية
- مارتن شارب على موقع IMDb (الإنجليزية)
- مارتن شارب على موقع ميوزك برينز (الإنجليزية)
- مارتن شارب على موقع ديسكوغز (الإنجليزية)
- مارتن شارب على موقع كينوبويسك (الروسية)